# Freitreppe (Kempten)

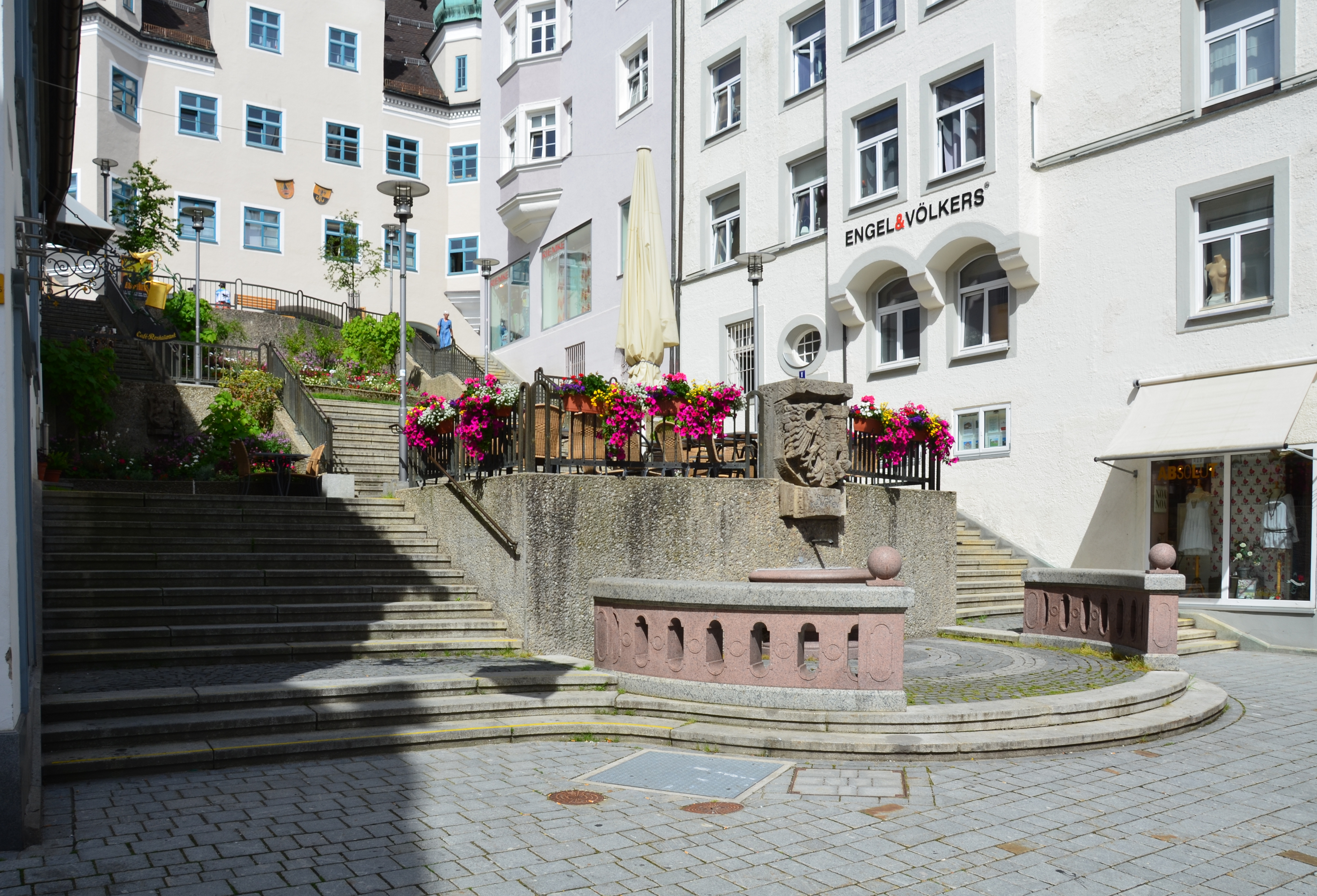
Freitreppe in der Kemptener Innenstadt

Die Freitreppe in Kempten ist eine 1903 erschaffene Verbindung zwischen der Rathausstraße und der höhergelegenen Fischerstraße in der ehemaligen Reichsstadt in Kempten (Allgäu). Ihre Anlegung geschah aufgrund des städtebaulichen Konzepts von Bürgermeister Adolf Horchler, dessen Hauptziel es war, aus der Altstadt und der Stifts- bzw. Neustadt von Kempten eine einzige Stadt zu machen. Die Treppe schuf eine Sichtachse vom Rathausplatz zum Schlößle, einem Patrizieranwesen der Renaissance-Zeit.
Die Treppe gehört zu den Sehenswürdigkeiten der Stadt und unterliegt dem denkmalpflegerischen Ensembleschutz, unter dem die komplette Altstadt Kemptens steht.

## Geschichte

Theodor Fischers Entwurf für die Freitreppe

Blick von der Freitreppe zum Rathausplatz.

Die Freitreppe gehörte zu den wichtigsten baulichen Veränderungen in Kempten am Anfang des 20. Jahrhunderts. Sie ist zu einem Symbol der Vereinigung der beiden ehemals verfeindeten Stadtteile Stifts- und Reichsstadt geworden. Der Zusammenschluss war ein langwieriger Prozess, an dessen Beginn der 1810 erfolgte Abbruch des Klostertores stand, gefolgt von der Zwangsvereinigung der beiden Stadtteile durch das bayerische Gemeindeedikt von 1818.
Ursprünglich wurde der Standort zwischen der Kloster- und Fischersteige als verkehrsmindernde Lösung gewählt. An diesem Ort wurde bereits ein Haus abgerissen, das für den zunehmenden Verkehr ein Hindernis dargestellt und nicht mehr hinnehmbare Unfälle verursacht hatte. Der Ankauf des Hauses kostete 46.021 Mark. Die Straßenarbeiten betrugen 802 Mark. Die frei gewordene Fläche war jedoch zu klein, um den Verkehrsmassen gerecht zu werden. Durch diese bauliche Schwierigkeit kamen erste Pläne auf, eine Öffnung zur Fischerstraße zu schaffen. Insbesondere war damals der Rathausplatz noch nicht offen, das bedeutet, dass das ehemalige Schmiedezunfthaus in seiner Ursprungsform noch stand und kein Durchgang wie heute bestand. Die städtischen Ratsherren waren jedoch aus Kostengründen gegen diese erneute Baumaßnahme. Der Ankauf des Pfeiferhauses kostete damals 2.032 Mark, 18.000 Mark brachten die Bürger von sich aus, weitere 22.000 Mark wollte die Stadt als Baukredit aufnehmen. Bürger kritisierten die Geldverschwendung in der regionalen Tageszeitung:
„Mehr als ein Jahrzehnt mussten wir Anträge stellen und petitionieren bis man endlich 5000 Mark aufwenden konnte, um den Kirchberg in der Neustadt in einen […] annehmbaren Zustand zu versetzen; will man aber in der Altstadt überflüssige Durchbrüche schaffen oder Häuserstöcke niederreißen, oder kostspielige Treppen bauen, so fehlt es niemals an den nötigen Mitteln!“ („Neustädter“ Bürger: "Alte" Allgäuer Zeitung, 29. Juli 1902).
Letztendlich wurde durch einen Magistratsbeschluss vom 28. Dezember 1901 mit 20 gegen 14 Stimmen der Bau der Freitreppe genehmigt. Die Königlich-Bayerische Regierung billigte die nötige Kreditaufnahme. Die Stadt beauftragte Theodor Fischer, den damals bereits recht bekannten Architekten und Hochschullehrer an der Technischen Hochschule Stuttgart, mit einem Entwurf für die Gestaltung der Anlage, der jedoch nicht die Zustimmung der Gremien fand. Der Ausführungsentwurf von anderer Hand besaß jedoch einige Elemente von Fischers Konzept. Fischer bezeichnete Kempten damals als eine hässliche Stadt.
Ein Kemptener Baumeister durfte die beiden Häuser abbrechen und sämtliches anfallendes Baumaterial behalten. Im Jahr 1903 wurde die Freitreppe unter Bürgermeister Adolf Horchler eröffnet, blieb jedoch bis in das Jahr 1905 eine Baustelle. Die Eigentümer der angrenzenden Häuser kamen nur langsam der Verpflichtung, die Brandmauer in eine Fassade umzuwandeln, nach.
Der Bau der Treppe ermöglichte erstmals den Blick aus der Rathausstraße auf das im 17. Jahrhundert erbaute Schlößle. Um auf das Bauwerk aufmerksam zu machen, wurden an der Freitreppe die ersten elektrischen Straßenbeleuchtungen  aufgestellt. Diese kosteten die Stadtkasse 1.348 Mark. In der Amtszeit des Oberbürgermeisters August Fischers wurde die ursprüngliche Betonbrüstung durch Eisengitter ersetzt – der geplante Endstand mit durchlaufenden Stufen im unteren Abschnitt wurde nicht ausgeführt. Hierbei wäre auch der Brunnen verloren gegangen. 1983 wurde die Freitreppe unter Oberbürgermeister Josef Höß vollständig erneuert. Die Umbaupläne lieferte hierfür Hans Wachter. Am Fuße der Freitreppe auf der Südseite befindet sich das Zorn-Haus.

## Beschreibung
Die Freitreppe besteht aus 49 Stufen und beginnt unten in zwei Treppenläufen, die einen mit einem Granitrelief des Stadtwappens verzierten Freitreppenbrunnen mit Marmorbecken umschließen. Ein erster Absatz, der mit den Wappen der beiden im Jahr 1972 zu Kempten eingegliederten Ruralgemeinden Sankt Mang und St. Lorenz geschmückt ist, führt zu einem mittig gelegenen einzelnen Treppenlauf, der wiederum auf den nächsten Absatz führt. An dessen Wand war eine Gedenktafel angebracht, die an die Opfer und Kriegsheimkehrer des Zweiten Weltkriegs erinnerte. Von diesem Absatz teilt sich die Treppe wieder in zwei Treppenläufe, die bis zum oberen Ende führen.

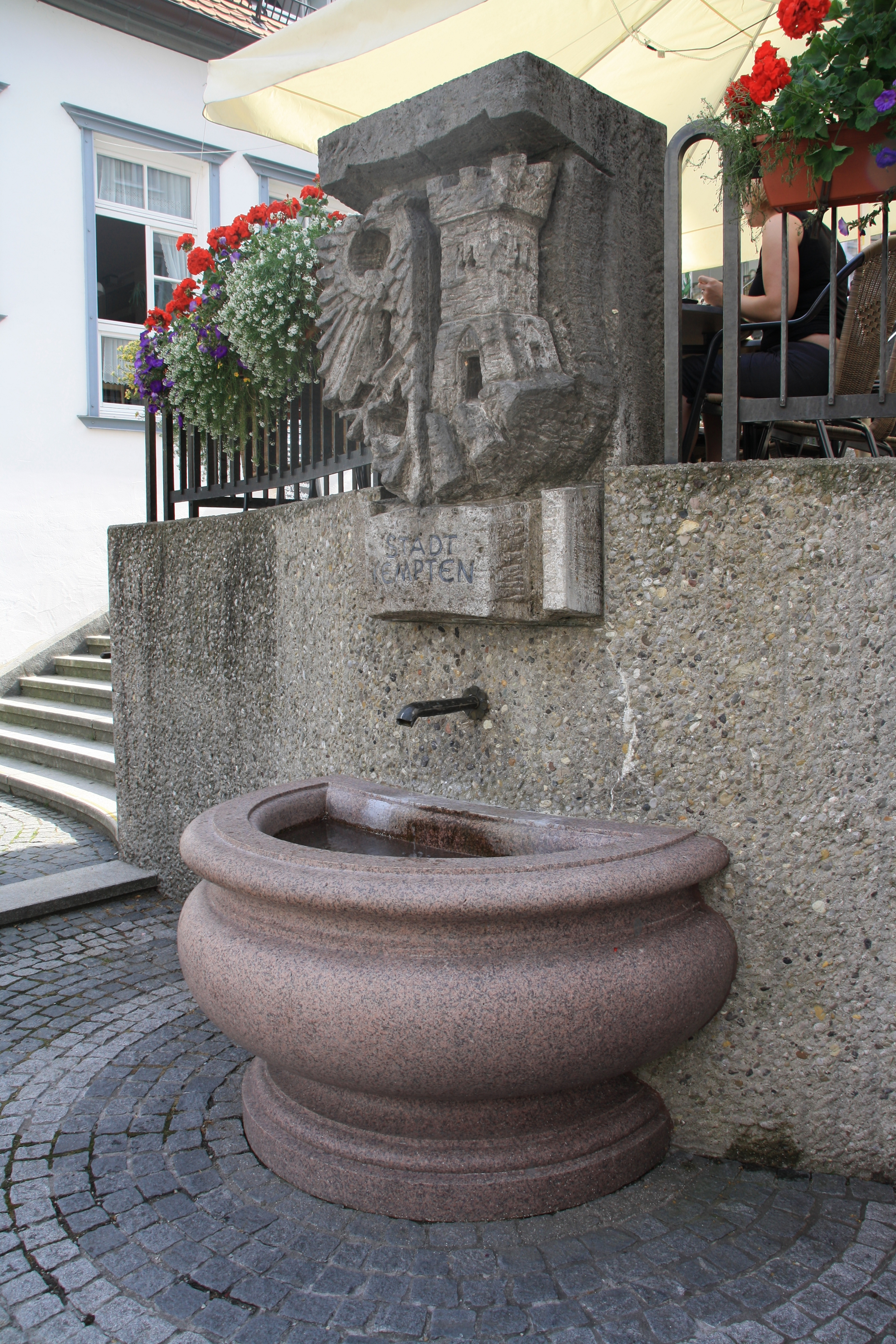
Brunnen mit Stadtwappen
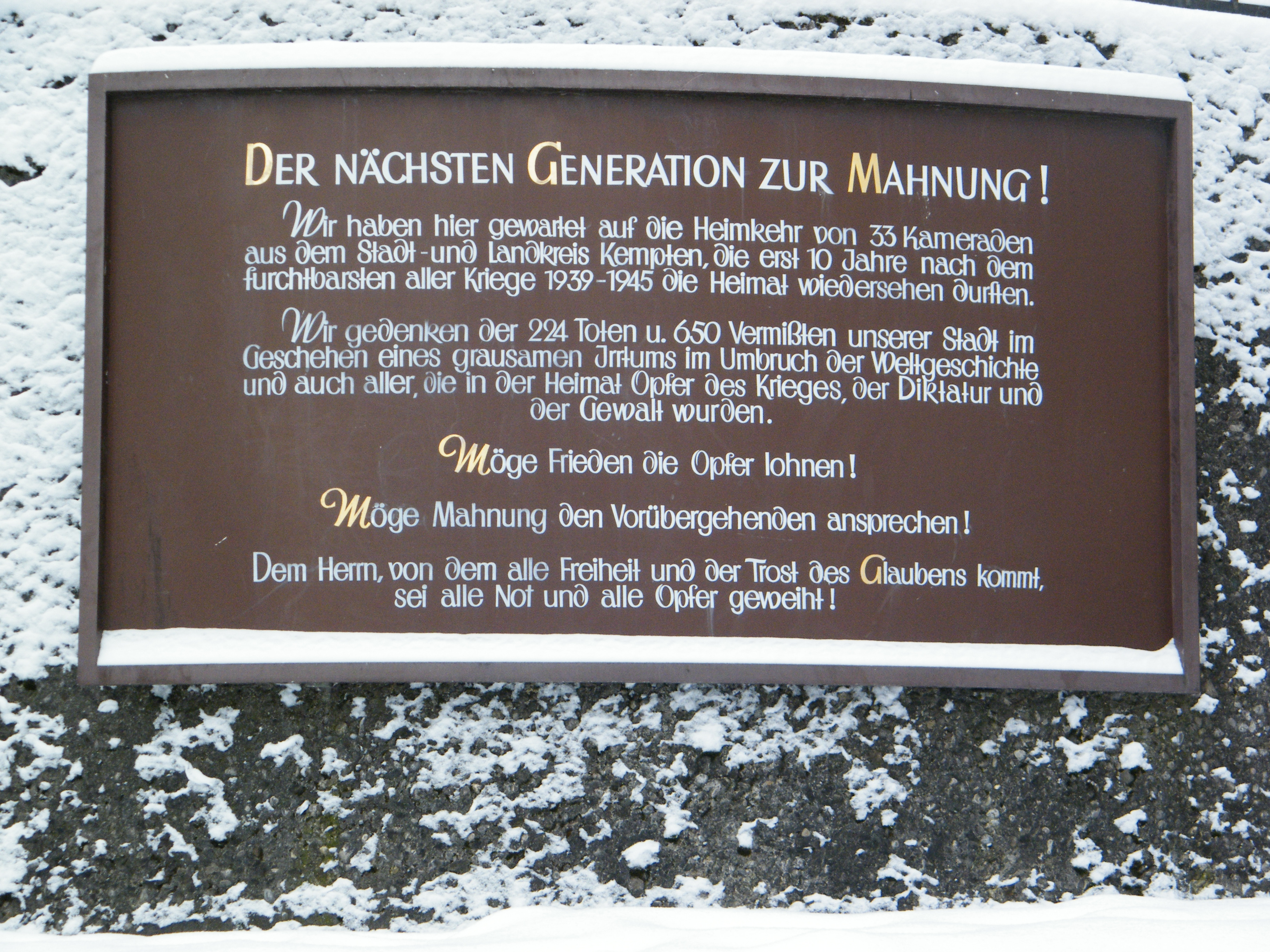
Gedenktafel